# Sabinè
El sabinè és un hidrocarbur. Es classifica com a monoterpè bicíclic natural, de fórmula C10H16. Té dos enantiòmers: el (+)-sabinè i el (-)-sabinè. És present a moltes famílies de plantes, tals com les cupressàcies (incloent el ginebre o el càdec), les orquídies (més de 200 espècies), les solanàcies (incloent la tabaquera o el tabac de pota), les brassicàcies (com el nap). La savina muntanyenca (Juniperus sabina), que té grans quantitats de sabinè en el seu oli essencial, és l'arbust que dona nom a aquest compost. La sintasa terpènica del (+)-sabinè, extreta de la sàlvia, va ser una de les primeres en clonar-se.

## Activitat biològica
Diversos estudis han mostrat que el sabinè té propietats antifúngiques. Un estudi amb sis fongs endòfits de les sequoies demostrà que el sabinè (compost present als conductes resinífers de les fulles d'aquesta planta) inhibia el creixement d'aquests sis fongs. En un altre cas es va demostrar que el sabinè, present a l'oli essencial de llimoner, inhibia el creixement i la germinació d'Alternaria alternata, un fong patogen dels cítrics. També s'ha observat que el sabinè és el monoterpè més emès per cultius cel·lulars de Cupressus lusitanica quan és atacat per un fong, o que és un dels terpens més produïts pels xiprers (Cupressus sempervirens) quan són afectats pel xancre del xiprer (provocat pel fong Seiridium cardinale). En aquest estudi, el sabinè també va resultar ser el monoterpè més inhibidor del creixement d'aquest fong.

## Usos
El sabinè és usat com a additiu en perfums, i estudis han suggerit el seu ús per tractar malalties inflamatòries i la dermatofitosi. També s'estudia com a component potencial de la pròxima generació de biofuels per aviació.